# بوب ميتلاند
بوب ميتلاند (بالإنجليزية: Bob Maitland)‏ مواليد 31 مارس 1924 في برمنغهام - الوفاة 26 أغسطس 2010 في متز، كان دراج إنجليزي في صنف سباق الدراجات على الطريق. سبق أن شارك في دورة الألعاب الأولمبية الصيفية وفاز بميدالية أولمبية.

## الميداليات
| الميدالية | المسابقة                       |
| --------- | ------------------------------ |
| فضية      | الألعاب الأولمبية الصيفية 1948 |

## روابط خارجية
- بوب ميتلاند على موقع أرشيف الدراجات (الإنجليزية)
- بوب ميتلاند على موقع إحصائيات الدراجات الإحترافية (الإنجليزية)
- بوب ميتلاند على موقع أوليمبيديا (الإنجليزية)
- بوب ميتلاند على موقع اللجنة الأولمبية البريطانية (الإنجليزية)